# Corporate Soul
Die Corporate Soul (CS) bzw. Unternehmensseele bezeichnet die Seele von Marken, Unternehmen, Produkten oder Dienstleistungen. 

## Definition
Jedes Unternehmen (bzw. jedes Produkt, jede Dienstleistung oder Marke) hat eine Persönlichkeit, ist also durch bestimmte Merkmale und Eigenschaften gekennzeichnet. Grundlegend für die Definition der Corporate Soul ist das Herausarbeiten der wesentlichen Charakteristika eines Unternehmens. Diese bilden den Wesenskern, der in der Corporate Soul noch einmal verdichtet und durch sie repräsentiert wird. Um die Identifikation mit der Corporate Soul zu erleichtern, wird sie oft als Person dargestellt, die alle Merkmale des Wesenskerns in sich vereint. Als „Spirit“ findet sich die Corporate Soul in allen Erscheinungsformen einer Marke bzw. eines Unternehmens wieder: von Logo, Corporate-Design-Elementen und Messeständen bis zu Internetauftritten oder Architektur. Auch das Handeln und Verhalten der Mitarbeiter wird von der Corporate Soul geprägt und geleitet. Dadurch, dass sich die Persönlichkeit auf allen Ebenen wiederfindet, wird das Unternehmen oder das Produkt als authentisch wahrgenommen. Das macht die Corporate Soul zu einem identitätsstiftenden Element in der Markenkommunikation – nach innen und nach außen. 

## Bereiche
Der Begriff Corporate Soul wird auch im Bereich der Unternehmensführung verwendet. So wurden in den USA Bücher veröffentlicht, die Hinweise geben, wie ein Unternehmen geführt werden sollte, um die Produktivität und Kreativität der Mitarbeiter zu fördern.